# Tour de Suisse 2009
Le Tour de Suisse 2009 est la 73e édition de cette course cycliste sur route masculine. Elle est inscrite au calendrier de l'UCI ProTour 2009 et s'est déroulée du 13 au 21 juin 2009. C'est le Suisse Fabian Cancellara (Saxo Bank) qui a remporté l'épreuve à domicile.

## Présentation

### Equipes
Le Tour de Suisse figurant au calendrier du ProTour, les 18 UCI Proteams sont présentes, auxquelles il faut ajouter deux équipes continentales professionnelles invitées.
| ProTeams (18)- AG2R La Mondiale - Astana - BBox Bouygues Telecom - Caisse d'Épargne - Cofidis, le Crédit en Ligne - Columbia-High Road - Euskaltel-Euskadi - Fuji-Servetto - Garmin-Slipstream - Katusha - La Française des jeux - Lampre-NGC - Liquigas - Team Milram - Quick Step - Rabobank - Saxo Bank - Silence-Lotto Équipes continentales professionnelles (2)- Cervélo TestTeam - Vorarlberg-Corratec |
| |

## Etapes
| Étape     | Date    | Villes étapes             | type                        | Distance (km) | Vainqueur d'étape | Leader du classement général |
| --------- | ------- | ------------------------- | --------------------------- | ------------- | ----------------- | ---------------------------- |
| 1re étape | 13 juin | Mauren – Ruggell          | contre-la-montre individuel | 7,8           | Fabian Cancellara | Fabian Cancellara            |
| 2e étape  | 14 juin | Davos – Davos             |                             | 150           | Bernhard Eisel    | Fabian Cancellara            |
| 3e étape  | 15 juin | Davos – Lumino            |                             | 195           | Mark Cavendish    | Fabian Cancellara            |
| 4e étape  | 16 juin | Biasca – Stäfa            |                             | 197           | Matti Breschel    | Tadej Valjavec               |
| 5e étape  | 17 juin | Stäfa – Serfaus           |                             | 202           | Michael Albasini  | Tadej Valjavec               |
| 6e étape  | 18 juin | Oberriet – Bad Zurzach    |                             | 178           | Mark Cavendish    | Tadej Valjavec               |
| 7e étape  | 19 juin | Bad Zurzach – Vallorbe    |                             | 204           | Kim Kirchen       | Tadej Valjavec               |
| 8e étape  | 20 juin | Le Chenit – Crans-Montana |                             | 182           | Tony Martin       | Tadej Valjavec               |
| 9e étape  | 21 juin | Berne – Berne             |                             | 39            | Fabian Cancellara | Fabian Cancellara            |

## Les étapes

### 1reétape
13 juin 2009 - Mauren (Liechtenstein) à Ruggell (Liechtenstein), 7.8 km (contre-la-montre)
La première étape se composait d'un prologue dans le petit État voisin du Liechtenstein.
Le double champion du monde et champion de Suisse en titre de la spécialité Fabian Cancellara sort victorieux de l'étape, 19 secondes devant le vainqueur sortant, le Tchèque Roman Kreuziger.
| \| Classement de l'étape \| Classement de l'étape \| Classement de l'étape \| Classement de l'étape \| Classement de l'étape \| \| Coureur \| Coureur \| Pays \| Équipe \| Temps \| \| --------------------- \| --------------------- \| --------------------- \| --------------------- \| --------------------- \| \| 1er \| Fabian Cancellara \| Suisse \| Saxo Bank \| 9 min 21 s \| \| 2e \| Roman Kreuziger \| Tchéquie \| Liquigas \| + 19 s \| \| 3e \| Andreas Klöden \| Allemagne \| Astana \| + 22 s \| \| 4e \| George Hincapie \| États-Unis \| Columbia-High Road \| + 24 s \| \| 5e \| Tony Martin \| Allemagne \| Columbia-High Road \| + 31 s \| \| 6e \| Kim Kirchen \| Luxembourg \| Columbia-High Road \| + 31 s \| \| 7e \| Maxime Monfort \| Belgique \| Columbia-High Road \| + 32 s \| \| 8e \| Heinrich Haussler \| Allemagne \| Cervélo TestTeam \| + 34 s \| \| 9e \| Lars Boom \| Pays-Bas \| Rabobank \| + 34 s \| \| 10e \| Rui Costa \| Portugal \| Caisse d'Épargne \| + 35 s \| |                   |            |                    |            |
| |                   |            |                    |            |
| |                   |            |                    |            |
| Classement de l'étape |                   |            |                    |            |
| Coureur | Coureur           | Pays       | Équipe             | Temps      |
| 1er | Fabian Cancellara | Suisse     | Saxo Bank          | 9 min 21 s |
| 2e | Roman Kreuziger   | Tchéquie   | Liquigas           | + 19 s     |
| 3e | Andreas Klöden    | Allemagne  | Astana             | + 22 s     |
| 4e | George Hincapie   | États-Unis | Columbia-High Road | + 24 s     |
| 5e | Tony Martin       | Allemagne  | Columbia-High Road | + 31 s     |
| 6e | Kim Kirchen       | Luxembourg | Columbia-High Road | + 31 s     |
| 7e | Maxime Monfort    | Belgique   | Columbia-High Road | + 32 s     |
| 8e | Heinrich Haussler | Allemagne  | Cervélo TestTeam   | + 34 s     |
| 9e | Lars Boom         | Pays-Bas   | Rabobank           | + 34 s     |
| 10e | Rui Costa         | Portugal   | Caisse d'Épargne   | + 35 s     |

| \| Classement général \| Classement général \| Classement général \| Classement général \| Classement général \| \| Coureur \| Coureur \| Pays \| Équipe \| Temps \| \| ------------------ \| ------------------ \| ------------------ \| ------------------ \| ------------------ \| \| 1er \| Fabian Cancellara \| Suisse \| Saxo Bank \| 9 min 21 s \| \| 2e \| Roman Kreuziger \| Tchéquie \| Liquigas \| + 19 s \| \| 3e \| Andreas Klöden \| Allemagne \| Astana \| + 22 s \| \| 4e \| George Hincapie \| États-Unis \| Columbia-High Road \| + 24 s \| \| 5e \| Tony Martin \| Allemagne \| Columbia-High Road \| + 31 s \| \| 6e \| Kim Kirchen \| Luxembourg \| Columbia-High Road \| + 31 s \| \| 7e \| Maxime Monfort \| Belgique \| Columbia-High Road \| + 32 s \| \| 8e \| Heinrich Haussler \| Allemagne \| Cervélo TestTeam \| + 34 s \| \| 9e \| Lars Boom \| Pays-Bas \| Rabobank \| + 34 s \| \| 10e \| Rui Costa \| Portugal \| Caisse d'Épargne \| + 35 s \| |                   |            |                    |            |
| |                   |            |                    |            |
| |                   |            |                    |            |
| Classement général |                   |            |                    |            |
| Coureur | Coureur           | Pays       | Équipe             | Temps      |
| 1er | Fabian Cancellara | Suisse     | Saxo Bank          | 9 min 21 s |
| 2e | Roman Kreuziger   | Tchéquie   | Liquigas           | + 19 s     |
| 3e | Andreas Klöden    | Allemagne  | Astana             | + 22 s     |
| 4e | George Hincapie   | États-Unis | Columbia-High Road | + 24 s     |
| 5e | Tony Martin       | Allemagne  | Columbia-High Road | + 31 s     |
| 6e | Kim Kirchen       | Luxembourg | Columbia-High Road | + 31 s     |
| 7e | Maxime Monfort    | Belgique   | Columbia-High Road | + 32 s     |
| 8e | Heinrich Haussler | Allemagne  | Cervélo TestTeam   | + 34 s     |
| 9e | Lars Boom         | Pays-Bas   | Rabobank           | + 34 s     |
| 10e | Rui Costa         | Portugal   | Caisse d'Épargne   | + 35 s     |

### 2eétape
14 juin 2009 - Davos, 150 km
Cette étape est marquée par une longue échappée des Espagnols Javier Aramendia et Josef Benetseder et du Français Hervé Duclos-Lassalle, qui obtiennent un écart maximal de 2 min 30 s. À ce moment-là l'allemand Tony Martin porte une attaque, franchit le premier le dernier col de l'étape, mais il est repris à 6 kilomètres de l'arrivée. Bernhard Eisel gagne l'étape devant Gerald Ciolek et Óscar Freire.
| \| Classement de l'étape \| Classement de l'étape \| Classement de l'étape \| Classement de l'étape \| Classement de l'étape \| \| Coureur \| Coureur \| Pays \| Équipe \| Temps \| \| --------------------- \| --------------------- \| --------------------- \| --------------------- \| --------------------- \| \| 1er \| Bernhard Eisel \| Autriche \| Columbia-High Road \| 3 h 36 min 54 s \| \| 2e \| Gerald Ciolek \| Allemagne \| Team Milram \| + 0 s \| \| 3e \| Óscar Freire \| Espagne \| Rabobank \| + 0 s \| \| 4e \| Francesco Gavazzi \| Italie \| Lampre-NGC \| + 0 s \| \| 5e \| José Joaquín Rojas \| Espagne \| Caisse d'Épargne \| + 0 s \| \| 6e \| Xavier Florencio \| Espagne \| Cervélo TestTeam \| + 0 s \| \| 7e \| Andreas Dietziker \| Suisse \| Vorarlberg-Corratec \| + 0 s \| \| 8e \| Lloyd Mondory \| France \| AG2R La Mondiale \| + 0 s \| \| 9e \| Enrico Gasparotto \| Italie \| Lampre-NGC \| + 0 s \| \| 10e \| Daniel Moreno \| Espagne \| Caisse d'Épargne \| + 0 s \| |                    |           |                     |                 |
| |                    |           |                     |                 |
| |                    |           |                     |                 |
| Classement de l'étape |                    |           |                     |                 |
| Coureur | Coureur            | Pays      | Équipe              | Temps           |
| 1er | Bernhard Eisel     | Autriche  | Columbia-High Road  | 3 h 36 min 54 s |
| 2e | Gerald Ciolek      | Allemagne | Team Milram         | + 0 s           |
| 3e | Óscar Freire       | Espagne   | Rabobank            | + 0 s           |
| 4e | Francesco Gavazzi  | Italie    | Lampre-NGC          | + 0 s           |
| 5e | José Joaquín Rojas | Espagne   | Caisse d'Épargne    | + 0 s           |
| 6e | Xavier Florencio   | Espagne   | Cervélo TestTeam    | + 0 s           |
| 7e | Andreas Dietziker  | Suisse    | Vorarlberg-Corratec | + 0 s           |
| 8e | Lloyd Mondory      | France    | AG2R La Mondiale    | + 0 s           |
| 9e | Enrico Gasparotto  | Italie    | Lampre-NGC          | + 0 s           |
| 10e | Daniel Moreno      | Espagne   | Caisse d'Épargne    | + 0 s           |

| \| Classement général \| Classement général \| Classement général \| Classement général \| Classement général \| \| Coureur \| Coureur \| Pays \| Équipe \| Temps \| \| ------------------ \| ------------------ \| ------------------ \| ------------------ \| ------------------ \| \| 1er \| Fabian Cancellara \| Suisse \| Saxo Bank \| 3 h 46 min 12 s \| \| 2e \| Roman Kreuziger \| Tchéquie \| Liquigas \| + 22 s \| \| 3e \| Andreas Klöden \| Allemagne \| Astana \| + 25 s \| \| 4e \| George Hincapie \| États-Unis \| Columbia-High Road \| + 27 s \| \| 5e \| Tony Martin \| Allemagne \| Columbia-High Road \| + 34 s \| \| 6e \| Kim Kirchen \| Luxembourg \| Columbia-High Road \| + 34 s \| \| 7e \| Maxime Monfort \| Belgique \| Columbia-High Road \| + 35 s \| \| 8e \| Gustav Larsson \| Suède \| Saxo Bank \| + 36 s \| \| 9e \| Rui Costa \| Portugal \| Caisse d'Épargne \| + 38 s \| \| 10e \| Bernhard Eisel \| Autriche \| Columbia-High Road \| + 39 s \| |                   |            |                    |                 |
| |                   |            |                    |                 |
| |                   |            |                    |                 |
| Classement général |                   |            |                    |                 |
| Coureur | Coureur           | Pays       | Équipe             | Temps           |
| 1er | Fabian Cancellara | Suisse     | Saxo Bank          | 3 h 46 min 12 s |
| 2e | Roman Kreuziger   | Tchéquie   | Liquigas           | + 22 s          |
| 3e | Andreas Klöden    | Allemagne  | Astana             | + 25 s          |
| 4e | George Hincapie   | États-Unis | Columbia-High Road | + 27 s          |
| 5e | Tony Martin       | Allemagne  | Columbia-High Road | + 34 s          |
| 6e | Kim Kirchen       | Luxembourg | Columbia-High Road | + 34 s          |
| 7e | Maxime Monfort    | Belgique   | Columbia-High Road | + 35 s          |
| 8e | Gustav Larsson    | Suède      | Saxo Bank          | + 36 s          |
| 9e | Rui Costa         | Portugal   | Caisse d'Épargne   | + 38 s          |
| 10e | Bernhard Eisel    | Autriche   | Columbia-High Road | + 39 s          |

### 3eétape
15 juin 2009 - Davos à Lumino, 195 km
| \| Classement de l'étape \| Classement de l'étape \| Classement de l'étape \| Classement de l'étape \| Classement de l'étape \| \| Coureur \| Coureur \| Pays \| Équipe \| Temps \| \| --------------------- \| --------------------- \| --------------------- \| --------------------- \| --------------------- \| \| 1er \| Mark Cavendish \| Royaume-Uni \| Columbia-High Road \| 4 h 39 min 27 s \| \| 2e \| Óscar Freire \| Espagne \| Rabobank \| + 0 s \| \| 3e \| Thor Hushovd \| Norvège \| Cervélo TestTeam \| + 0 s \| \| 4e \| Francesco Gavazzi \| Italie \| Lampre-NGC \| + 0 s \| \| 5e \| José Joaquín Rojas \| Espagne \| Caisse d'Épargne \| + 0 s \| \| 6e \| Greg Van Avermaet \| Belgique \| Silence-Lotto \| + 0 s \| \| 7e \| Renaud Dion \| France \| AG2R La Mondiale \| + 0 s \| \| 8e \| Yoann Offredo \| France \| La Française des jeux \| + 0 s \| \| 9e \| Yauheni Hutarovich \| Biélorussie \| La Française des jeux \| + 0 s \| \| 10e \| Fabian Cancellara \| Suisse \| Saxo Bank \| + 0 s \| |                    |             |                       |                 |
| |                    |             |                       |                 |
| |                    |             |                       |                 |
| Classement de l'étape |                    |             |                       |                 |
| Coureur | Coureur            | Pays        | Équipe                | Temps           |
| 1er | Mark Cavendish     | Royaume-Uni | Columbia-High Road    | 4 h 39 min 27 s |
| 2e | Óscar Freire       | Espagne     | Rabobank              | + 0 s           |
| 3e | Thor Hushovd       | Norvège     | Cervélo TestTeam      | + 0 s           |
| 4e | Francesco Gavazzi  | Italie      | Lampre-NGC            | + 0 s           |
| 5e | José Joaquín Rojas | Espagne     | Caisse d'Épargne      | + 0 s           |
| 6e | Greg Van Avermaet  | Belgique    | Silence-Lotto         | + 0 s           |
| 7e | Renaud Dion        | France      | AG2R La Mondiale      | + 0 s           |
| 8e | Yoann Offredo      | France      | La Française des jeux | + 0 s           |
| 9e | Yauheni Hutarovich | Biélorussie | La Française des jeux | + 0 s           |
| 10e | Fabian Cancellara  | Suisse      | Saxo Bank             | + 0 s           |

| \| Classement général \| Classement général \| Classement général \| Classement général \| Classement général \| \| Coureur \| Coureur \| Pays \| Équipe \| Temps \| \| ------------------ \| ------------------ \| ------------------ \| ------------------ \| ------------------ \| \| 1er \| Fabian Cancellara \| Suisse \| Saxo Bank \| 8 h 25 min 39 s \| \| 2e \| Roman Kreuziger \| Tchéquie \| Liquigas \| + 22 s \| \| 3e \| Andreas Klöden \| Allemagne \| Astana \| + 25 s \| \| 4e \| George Hincapie \| États-Unis \| Columbia-High Road \| + 27 s \| \| 5e \| Tony Martin \| Allemagne \| Columbia-High Road \| + 34 s \| \| 6e \| Maxime Monfort \| Belgique \| Columbia-High Road \| + 35 s \| \| 7e \| Gustav Larsson \| Suède \| Saxo Bank \| + 36 s \| \| 8e \| Rui Costa \| Portugal \| Caisse d'Épargne \| + 38 s \| \| 9e \| Óscar Freire \| Espagne \| Rabobank \| + 39 s \| \| 10e \| Carlos Barredo \| Espagne \| Quick Step \| + 41 s \| |                   |            |                    |                 |
| |                   |            |                    |                 |
| |                   |            |                    |                 |
| Classement général |                   |            |                    |                 |
| Coureur | Coureur           | Pays       | Équipe             | Temps           |
| 1er | Fabian Cancellara | Suisse     | Saxo Bank          | 8 h 25 min 39 s |
| 2e | Roman Kreuziger   | Tchéquie   | Liquigas           | + 22 s          |
| 3e | Andreas Klöden    | Allemagne  | Astana             | + 25 s          |
| 4e | George Hincapie   | États-Unis | Columbia-High Road | + 27 s          |
| 5e | Tony Martin       | Allemagne  | Columbia-High Road | + 34 s          |
| 6e | Maxime Monfort    | Belgique   | Columbia-High Road | + 35 s          |
| 7e | Gustav Larsson    | Suède      | Saxo Bank          | + 36 s          |
| 8e | Rui Costa         | Portugal   | Caisse d'Épargne   | + 38 s          |
| 9e | Óscar Freire      | Espagne    | Rabobank           | + 39 s          |
| 10e | Carlos Barredo    | Espagne    | Quick Step         | + 41 s          |

### 4eétape
16 juin 2009 - Biasca à Stäfa, 197 km
| \| Classement de l'étape \| Classement de l'étape \| Classement de l'étape \| Classement de l'étape \| Classement de l'étape \| \| Coureur \| Coureur \| Pays \| Équipe \| Temps \| \| --------------------- \| --------------------- \| --------------------- \| --------------------- \| --------------------- \| \| 1er \| Matti Breschel \| Danemark \| Saxo Bank \| 3 h 57 min 03 s \| \| 2e \| Maxim Iglinskiy \| Kazakhstan \| Astana \| + 0 s \| \| 3e \| Tadej Valjavec \| Slovénie \| AG2R La Mondiale \| + 0 s \| \| 4e \| Peter Velits \| Slovaquie \| Team Milram \| + 0 s \| \| 5e \| Oliver Zaugg \| Suisse \| Liquigas \| + 0 s \| \| 6e \| Andy Schleck \| Luxembourg \| Saxo Bank \| + 0 s \| \| 7e \| Alexander Efimkin \| Russie \| AG2R La Mondiale \| + 0 s \| \| 8e \| Thomas Rohregger \| Autriche \| Team Milram \| + 0 s \| \| 9e \| Robert Kišerlovski \| Croatie \| Fuji-Servetto \| + 0 s \| \| 10e \| Filippo Pozzato \| Italie \| Katusha \| + 1 min 03 s \| |                    |            |                  |                 |
| |                    |            |                  |                 |
| |                    |            |                  |                 |
| Classement de l'étape |                    |            |                  |                 |
| Coureur | Coureur            | Pays       | Équipe           | Temps           |
| 1er | Matti Breschel     | Danemark   | Saxo Bank        | 3 h 57 min 03 s |
| 2e | Maxim Iglinskiy    | Kazakhstan | Astana           | + 0 s           |
| 3e | Tadej Valjavec     | Slovénie   | AG2R La Mondiale | + 0 s           |
| 4e | Peter Velits       | Slovaquie  | Team Milram      | + 0 s           |
| 5e | Oliver Zaugg       | Suisse     | Liquigas         | + 0 s           |
| 6e | Andy Schleck       | Luxembourg | Saxo Bank        | + 0 s           |
| 7e | Alexander Efimkin  | Russie     | AG2R La Mondiale | + 0 s           |
| 8e | Thomas Rohregger   | Autriche   | Team Milram      | + 0 s           |
| 9e | Robert Kišerlovski | Croatie    | Fuji-Servetto    | + 0 s           |
| 10e | Filippo Pozzato    | Italie     | Katusha          | + 1 min 03 s    |

| \| Classement général \| Classement général \| Classement général \| Classement général \| Classement général \| \| Coureur \| Coureur \| Pays \| Équipe \| Temps \| \| ------------------ \| ------------------ \| ------------------ \| ------------------ \| ------------------ \| \| 1er \| Tadej Valjavec \| Slovénie \| AG2R La Mondiale \| 13 h 27 min 57 s \| \| 2e \| Andy Schleck \| Luxembourg \| Saxo Bank \| + 2 s \| \| 3e \| Peter Velits \| Slovaquie \| Team Milram \| + 11 s \| \| 4e \| Thomas Rohregger \| Autriche \| Team Milram \| + 13 s \| \| 5e \| Oliver Zaugg \| Suisse \| Liquigas \| + 14 s \| \| 6e \| Fabian Cancellara \| Suisse \| Saxo Bank \| + 20 s \| \| 7e \| Robert Kišerlovski \| Croatie \| Fuji-Servetto \| + 34 s \| \| 8e \| Roman Kreuziger \| Tchéquie \| Liquigas \| + 42 s \| \| 9e \| Maxim Iglinskiy \| Kazakhstan \| Astana \| + 42 s \| \| 10e \| Andreas Klöden \| Allemagne \| Astana \| + 45 s \| |                    |            |                  |                  |
| |                    |            |                  |                  |
| |                    |            |                  |                  |
| Classement général |                    |            |                  |                  |
| Coureur | Coureur            | Pays       | Équipe           | Temps            |
| 1er | Tadej Valjavec     | Slovénie   | AG2R La Mondiale | 13 h 27 min 57 s |
| 2e | Andy Schleck       | Luxembourg | Saxo Bank        | + 2 s            |
| 3e | Peter Velits       | Slovaquie  | Team Milram      | + 11 s           |
| 4e | Thomas Rohregger   | Autriche   | Team Milram      | + 13 s           |
| 5e | Oliver Zaugg       | Suisse     | Liquigas         | + 14 s           |
| 6e | Fabian Cancellara  | Suisse     | Saxo Bank        | + 20 s           |
| 7e | Robert Kišerlovski | Croatie    | Fuji-Servetto    | + 34 s           |
| 8e | Roman Kreuziger    | Tchéquie   | Liquigas         | + 42 s           |
| 9e | Maxim Iglinskiy    | Kazakhstan | Astana           | + 42 s           |
| 10e | Andreas Klöden     | Allemagne  | Astana           | + 45 s           |

### 5eétape
17 juin 2009 - Stäfa à Serfaus (Autriche), 202 km
| \| Classement de l'étape \| Classement de l'étape \| Classement de l'étape \| Classement de l'étape \| Classement de l'étape \| \| Coureur \| Coureur \| Pays \| Équipe \| Temps \| \| --------------------- \| --------------------- \| --------------------- \| --------------------- \| --------------------- \| \| 1er \| Michael Albasini \| Suisse \| Columbia-High Road \| 5 h 24 min 04 s \| \| 2e \| Fabian Cancellara \| Suisse \| Saxo Bank \| + 0 s \| \| 3e \| Damiano Cunego \| Italie \| Lampre-NGC \| + 0 s \| \| 4e \| Oliver Zaugg \| Suisse \| Liquigas \| + 0 s \| \| 5e \| Vladimir Efimkin \| Russie \| AG2R La Mondiale \| + 0 s \| \| 6e \| Roman Kreuziger \| Tchéquie \| Liquigas \| + 0 s \| \| 7e \| Fränk Schleck \| Luxembourg \| Saxo Bank \| + 0 s \| \| 8e \| Andreas Klöden \| Allemagne \| Astana \| + 0 s \| \| 9e \| Tadej Valjavec \| Slovénie \| AG2R La Mondiale \| + 0 s \| \| 10e \| Maxime Monfort \| Belgique \| Columbia-High Road \| + 0 s \| |                   |            |                    |                 |
| |                   |            |                    |                 |
| |                   |            |                    |                 |
| Classement de l'étape |                   |            |                    |                 |
| Coureur | Coureur           | Pays       | Équipe             | Temps           |
| 1er | Michael Albasini  | Suisse     | Columbia-High Road | 5 h 24 min 04 s |
| 2e | Fabian Cancellara | Suisse     | Saxo Bank          | + 0 s           |
| 3e | Damiano Cunego    | Italie     | Lampre-NGC         | + 0 s           |
| 4e | Oliver Zaugg      | Suisse     | Liquigas           | + 0 s           |
| 5e | Vladimir Efimkin  | Russie     | AG2R La Mondiale   | + 0 s           |
| 6e | Roman Kreuziger   | Tchéquie   | Liquigas           | + 0 s           |
| 7e | Fränk Schleck     | Luxembourg | Saxo Bank          | + 0 s           |
| 8e | Andreas Klöden    | Allemagne  | Astana             | + 0 s           |
| 9e | Tadej Valjavec    | Slovénie   | AG2R La Mondiale   | + 0 s           |
| 10e | Maxime Monfort    | Belgique   | Columbia-High Road | + 0 s           |

| \| Classement général \| Classement général \| Classement général \| Classement général \| Classement général \| \| Coureur \| Coureur \| Pays \| Équipe \| Temps \| \| ------------------ \| ------------------ \| ------------------ \| --------------------------- \| ------------------ \| \| 1er \| Tadej Valjavec \| Slovénie \| AG2R La Mondiale \| 18 h 52 min 01 s \| \| 2e \| Oliver Zaugg \| Suisse \| Liquigas \| + 14 s \| \| 3e \| Fabian Cancellara \| Suisse \| Saxo Bank \| + 14 s \| \| 4e \| Roman Kreuziger \| Tchéquie \| Liquigas \| + 42 s \| \| 5e \| Andreas Klöden \| Allemagne \| Astana \| + 45 s \| \| 6e \| Tony Martin \| Allemagne \| Columbia-High Road \| + 55 s \| \| 7e \| Maxime Monfort \| Belgique \| Columbia-High Road \| + 55 s \| \| 8e \| Gustav Larsson \| Suède \| Saxo Bank \| + 56 s \| \| 9e \| Vladimir Karpets \| Russie \| Katusha \| + 1 min 01 s \| \| 10e \| Rein Taaramäe \| Estonie \| Cofidis, le Crédit en Ligne \| + 1 min 02 s \| |                   |           |                             |                  |
| |                   |           |                             |                  |
| |                   |           |                             |                  |
| Classement général |                   |           |                             |                  |
| Coureur | Coureur           | Pays      | Équipe                      | Temps            |
| 1er | Tadej Valjavec    | Slovénie  | AG2R La Mondiale            | 18 h 52 min 01 s |
| 2e | Oliver Zaugg      | Suisse    | Liquigas                    | + 14 s           |
| 3e | Fabian Cancellara | Suisse    | Saxo Bank                   | + 14 s           |
| 4e | Roman Kreuziger   | Tchéquie  | Liquigas                    | + 42 s           |
| 5e | Andreas Klöden    | Allemagne | Astana                      | + 45 s           |
| 6e | Tony Martin       | Allemagne | Columbia-High Road          | + 55 s           |
| 7e | Maxime Monfort    | Belgique  | Columbia-High Road          | + 55 s           |
| 8e | Gustav Larsson    | Suède     | Saxo Bank                   | + 56 s           |
| 9e | Vladimir Karpets  | Russie    | Katusha                     | + 1 min 01 s     |
| 10e | Rein Taaramäe     | Estonie   | Cofidis, le Crédit en Ligne | + 1 min 02 s     |

### 6eétape
18 juin 2009 - Oberriet à Bad Zurzach, 178 km
| \| Classement de l'étape \| Classement de l'étape \| Classement de l'étape \| Classement de l'étape \| Classement de l'étape \| \| Coureur \| Coureur \| Pays \| Équipe \| Temps \| \| --------------------- \| --------------------- \| --------------------- \| --------------------- \| --------------------- \| \| 1er \| Mark Cavendish \| Royaume-Uni \| Columbia-High Road \| 4 h 18 min 26 s \| \| 2e \| Óscar Freire \| Espagne \| Rabobank \| + 0 s \| \| 3e \| Francesco Gavazzi \| Italie \| Lampre-NGC \| + 0 s \| \| 4e \| Thor Hushovd \| Norvège \| Cervélo TestTeam \| + 0 s \| \| 5e \| Jürgen Roelandts \| Belgique \| Silence-Lotto \| + 0 s \| \| 6e \| Matti Breschel \| Danemark \| Saxo Bank \| + 0 s \| \| 7e \| Koldo Fernández \| Espagne \| Euskaltel-Euskadi \| + 0 s \| \| 8e \| Gerald Ciolek \| Allemagne \| Team Milram \| + 0 s \| \| 9e \| José Joaquín Rojas \| Espagne \| Caisse d'Épargne \| + 0 s \| \| 10e \| Wouter Weylandt \| Belgique \| Quick Step \| + 0 s \| |                    |             |                    |                 |
| |                    |             |                    |                 |
| |                    |             |                    |                 |
| Classement de l'étape |                    |             |                    |                 |
| Coureur | Coureur            | Pays        | Équipe             | Temps           |
| 1er | Mark Cavendish     | Royaume-Uni | Columbia-High Road | 4 h 18 min 26 s |
| 2e | Óscar Freire       | Espagne     | Rabobank           | + 0 s           |
| 3e | Francesco Gavazzi  | Italie      | Lampre-NGC         | + 0 s           |
| 4e | Thor Hushovd       | Norvège     | Cervélo TestTeam   | + 0 s           |
| 5e | Jürgen Roelandts   | Belgique    | Silence-Lotto      | + 0 s           |
| 6e | Matti Breschel     | Danemark    | Saxo Bank          | + 0 s           |
| 7e | Koldo Fernández    | Espagne     | Euskaltel-Euskadi  | + 0 s           |
| 8e | Gerald Ciolek      | Allemagne   | Team Milram        | + 0 s           |
| 9e | José Joaquín Rojas | Espagne     | Caisse d'Épargne   | + 0 s           |
| 10e | Wouter Weylandt    | Belgique    | Quick Step         | + 0 s           |

| \| Classement général \| Classement général \| Classement général \| Classement général \| Classement général \| \| Coureur \| Coureur \| Pays \| Équipe \| Temps \| \| ------------------ \| ------------------ \| ------------------ \| --------------------------- \| ------------------ \| \| 1er \| Tadej Valjavec \| Slovénie \| AG2R La Mondiale \| 23 h 10 min 27 s \| \| 2e \| Fabian Cancellara \| Suisse \| Saxo Bank \| + 9 s \| \| 3e \| Oliver Zaugg \| Suisse \| Liquigas \| + 14 s \| \| 4e \| Roman Kreuziger \| Tchéquie \| Liquigas \| + 42 s \| \| 5e \| Andreas Klöden \| Allemagne \| Astana \| + 45 s \| \| 6e \| Tony Martin \| Allemagne \| Columbia-High Road \| + 54 s \| \| 7e \| Maxime Monfort \| Belgique \| Columbia-High Road \| + 55 s \| \| 8e \| Gustav Larsson \| Suède \| Saxo Bank \| + 56 s \| \| 9e \| Vladimir Karpets \| Russie \| Katusha \| + 1 min 01 s \| \| 10e \| Rein Taaramäe \| Estonie \| Cofidis, le Crédit en Ligne \| + 1 min 02 s \| |                   |           |                             |                  |
| |                   |           |                             |                  |
| |                   |           |                             |                  |
| Classement général |                   |           |                             |                  |
| Coureur | Coureur           | Pays      | Équipe                      | Temps            |
| 1er | Tadej Valjavec    | Slovénie  | AG2R La Mondiale            | 23 h 10 min 27 s |
| 2e | Fabian Cancellara | Suisse    | Saxo Bank                   | + 9 s            |
| 3e | Oliver Zaugg      | Suisse    | Liquigas                    | + 14 s           |
| 4e | Roman Kreuziger   | Tchéquie  | Liquigas                    | + 42 s           |
| 5e | Andreas Klöden    | Allemagne | Astana                      | + 45 s           |
| 6e | Tony Martin       | Allemagne | Columbia-High Road          | + 54 s           |
| 7e | Maxime Monfort    | Belgique  | Columbia-High Road          | + 55 s           |
| 8e | Gustav Larsson    | Suède     | Saxo Bank                   | + 56 s           |
| 9e | Vladimir Karpets  | Russie    | Katusha                     | + 1 min 01 s     |
| 10e | Rein Taaramäe     | Estonie   | Cofidis, le Crédit en Ligne | + 1 min 02 s     |

### 7eétape
19 juin 2009 - Bad Zurzach à Vallorbe Juraparc, 204 km
| \| Classement de l'étape \| Classement de l'étape \| Classement de l'étape \| Classement de l'étape \| Classement de l'étape \| \| Coureur \| Coureur \| Pays \| Équipe \| Temps \| \| --------------------- \| --------------------- \| --------------------- \| --------------------- \| --------------------- \| \| 1er \| Kim Kirchen \| Luxembourg \| Columbia-High Road \| 4 h 56 min 41 s \| \| 2e \| Roman Kreuziger \| Tchéquie \| Liquigas \| + 2 s \| \| 3e \| Peter Velits \| Slovaquie \| Team Milram \| + 7 s \| \| 4e \| Oliver Zaugg \| Suisse \| Liquigas \| + 7 s \| \| 5e \| Eros Capecchi \| Italie \| Fuji-Servetto \| + 7 s \| \| 6e \| Fabian Cancellara \| Suisse \| Saxo Bank \| + 7 s \| \| 7e \| Rui Costa \| Portugal \| Caisse d'Épargne \| + 7 s \| \| 8e \| Vladimir Karpets \| Russie \| Katusha \| + 7 s \| \| 9e \| Tony Martin \| Allemagne \| Columbia-High Road \| + 7 s \| \| 10e \| Chris Anker Sørensen \| Danemark \| Saxo Bank \| + 7 s \| |                      |            |                    |                 |
| |                      |            |                    |                 |
| |                      |            |                    |                 |
| Classement de l'étape |                      |            |                    |                 |
| Coureur | Coureur              | Pays       | Équipe             | Temps           |
| 1er | Kim Kirchen          | Luxembourg | Columbia-High Road | 4 h 56 min 41 s |
| 2e | Roman Kreuziger      | Tchéquie   | Liquigas           | + 2 s           |
| 3e | Peter Velits         | Slovaquie  | Team Milram        | + 7 s           |
| 4e | Oliver Zaugg         | Suisse     | Liquigas           | + 7 s           |
| 5e | Eros Capecchi        | Italie     | Fuji-Servetto      | + 7 s           |
| 6e | Fabian Cancellara    | Suisse     | Saxo Bank          | + 7 s           |
| 7e | Rui Costa            | Portugal   | Caisse d'Épargne   | + 7 s           |
| 8e | Vladimir Karpets     | Russie     | Katusha            | + 7 s           |
| 9e | Tony Martin          | Allemagne  | Columbia-High Road | + 7 s           |
| 10e | Chris Anker Sørensen | Danemark   | Saxo Bank          | + 7 s           |

| \| Classement général \| Classement général \| Classement général \| Classement général \| Classement général \| \| Coureur \| Coureur \| Pays \| Équipe \| Temps \| \| ------------------ \| ------------------ \| ------------------ \| ------------------ \| ------------------ \| \| 1er \| Tadej Valjavec \| Slovénie \| AG2R La Mondiale \| 28 h 07 min 15 s \| \| 2e \| Fabian Cancellara \| Suisse \| Saxo Bank \| + 9 s \| \| 3e \| Oliver Zaugg \| Suisse \| Liquigas \| + 14 s \| \| 4e \| Roman Kreuziger \| Tchéquie \| Liquigas \| + 31 s \| \| 5e \| Andreas Klöden \| Allemagne \| Astana \| + 45 s \| \| 6e \| Tony Martin \| Allemagne \| Columbia-High Road \| + 51 s \| \| 7e \| Maxime Monfort \| Belgique \| Columbia-High Road \| + 55 s \| \| 8e \| Gustav Larsson \| Suède \| Saxo Bank \| + 56 s \| \| 9e \| Vladimir Karpets \| Russie \| Katusha \| + 1 min 01 s \| \| 10e \| Damiano Cunego \| Italie \| Lampre-NGC \| + 1 min 02 s \| |                   |           |                    |                  |
| |                   |           |                    |                  |
| |                   |           |                    |                  |
| Classement général |                   |           |                    |                  |
| Coureur | Coureur           | Pays      | Équipe             | Temps            |
| 1er | Tadej Valjavec    | Slovénie  | AG2R La Mondiale   | 28 h 07 min 15 s |
| 2e | Fabian Cancellara | Suisse    | Saxo Bank          | + 9 s            |
| 3e | Oliver Zaugg      | Suisse    | Liquigas           | + 14 s           |
| 4e | Roman Kreuziger   | Tchéquie  | Liquigas           | + 31 s           |
| 5e | Andreas Klöden    | Allemagne | Astana             | + 45 s           |
| 6e | Tony Martin       | Allemagne | Columbia-High Road | + 51 s           |
| 7e | Maxime Monfort    | Belgique  | Columbia-High Road | + 55 s           |
| 8e | Gustav Larsson    | Suède     | Saxo Bank          | + 56 s           |
| 9e | Vladimir Karpets  | Russie    | Katusha            | + 1 min 01 s     |
| 10e | Damiano Cunego    | Italie    | Lampre-NGC         | + 1 min 02 s     |

### 8eétape
20 juin 2009 - Le Sentier à Crans-Montana, 182 km
| \| Classement de l'étape \| Classement de l'étape \| Classement de l'étape \| Classement de l'étape \| Classement de l'étape \| \| Coureur \| Coureur \| Pays \| Équipe \| Temps \| \| --------------------- \| --------------------- \| --------------------- \| --------------------------- \| --------------------- \| \| 1er \| Tony Martin \| Allemagne \| Columbia-High Road \| 4 h 12 min 31 s \| \| 2e \| Damiano Cunego \| Italie \| Lampre-NGC \| + 0 s \| \| 3e \| Fabian Cancellara \| Suisse \| Saxo Bank \| + 2 s \| \| 4e \| Tadej Valjavec \| Slovénie \| AG2R La Mondiale \| + 2 s \| \| 5e \| Kim Kirchen \| Luxembourg \| Columbia-High Road \| + 2 s \| \| 6e \| Rein Taaramäe \| Estonie \| Cofidis, le Crédit en Ligne \| + 2 s \| \| 7e \| Andreas Klöden \| Allemagne \| Astana \| + 2 s \| \| 8e \| Roman Kreuziger \| Tchéquie \| Liquigas \| + 2 s \| \| 9e \| Vladimir Karpets \| Russie \| Katusha \| + 2 s \| \| 10e \| Fränk Schleck \| Luxembourg \| Saxo Bank \| + 2 s \| |                   |            |                             |                 |
| |                   |            |                             |                 |
| |                   |            |                             |                 |
| Classement de l'étape |                   |            |                             |                 |
| Coureur | Coureur           | Pays       | Équipe                      | Temps           |
| 1er | Tony Martin       | Allemagne  | Columbia-High Road          | 4 h 12 min 31 s |
| 2e | Damiano Cunego    | Italie     | Lampre-NGC                  | + 0 s           |
| 3e | Fabian Cancellara | Suisse     | Saxo Bank                   | + 2 s           |
| 4e | Tadej Valjavec    | Slovénie   | AG2R La Mondiale            | + 2 s           |
| 5e | Kim Kirchen       | Luxembourg | Columbia-High Road          | + 2 s           |
| 6e | Rein Taaramäe     | Estonie    | Cofidis, le Crédit en Ligne | + 2 s           |
| 7e | Andreas Klöden    | Allemagne  | Astana                      | + 2 s           |
| 8e | Roman Kreuziger   | Tchéquie   | Liquigas                    | + 2 s           |
| 9e | Vladimir Karpets  | Russie     | Katusha                     | + 2 s           |
| 10e | Fränk Schleck     | Luxembourg | Saxo Bank                   | + 2 s           |

| \| Classement général \| Classement général \| Classement général \| Classement général \| Classement général \| \| Coureur \| Coureur \| Pays \| Équipe \| Temps \| \| ------------------ \| ------------------ \| ------------------ \| --------------------------- \| ------------------ \| \| 1er \| Tadej Valjavec \| Slovénie \| AG2R La Mondiale \| 32 h 19 min 48 s \| \| 2e \| Fabian Cancellara \| Suisse \| Saxo Bank \| + 4 s \| \| 3e \| Roman Kreuziger \| Tchéquie \| Liquigas \| + 28 s \| \| 4e \| Tony Martin \| Allemagne \| Columbia-High Road \| + 39 s \| \| 5e \| Andreas Klöden \| Allemagne \| Astana \| + 45 s \| \| 6e \| Damiano Cunego \| Italie \| Lampre-NGC \| + 54 s \| \| 7e \| Vladimir Karpets \| Russie \| Katusha \| + 1 min 01 s \| \| 8e \| Kim Kirchen \| Luxembourg \| Columbia-High Road \| + 1 min 07 s \| \| 9e \| Rein Taaramäe \| Estonie \| Cofidis, le Crédit en Ligne \| + 1 min 08 s \| \| 10e \| Maxime Monfort \| Belgique \| Columbia-High Road \| + 1 min 12 s \| |                   |            |                             |                  |
| |                   |            |                             |                  |
| |                   |            |                             |                  |
| Classement général |                   |            |                             |                  |
| Coureur | Coureur           | Pays       | Équipe                      | Temps            |
| 1er | Tadej Valjavec    | Slovénie   | AG2R La Mondiale            | 32 h 19 min 48 s |
| 2e | Fabian Cancellara | Suisse     | Saxo Bank                   | + 4 s            |
| 3e | Roman Kreuziger   | Tchéquie   | Liquigas                    | + 28 s           |
| 4e | Tony Martin       | Allemagne  | Columbia-High Road          | + 39 s           |
| 5e | Andreas Klöden    | Allemagne  | Astana                      | + 45 s           |
| 6e | Damiano Cunego    | Italie     | Lampre-NGC                  | + 54 s           |
| 7e | Vladimir Karpets  | Russie     | Katusha                     | + 1 min 01 s     |
| 8e | Kim Kirchen       | Luxembourg | Columbia-High Road          | + 1 min 07 s     |
| 9e | Rein Taaramäe     | Estonie    | Cofidis, le Crédit en Ligne | + 1 min 08 s     |
| 10e | Maxime Monfort    | Belgique   | Columbia-High Road          | + 1 min 12 s     |

### 9eétape
21 juin 2009 - Berne, 39 km (contre-la-montre)
| \| Classement de l'étape \| Classement de l'étape \| Classement de l'étape \| Classement de l'étape \| Classement de l'étape \| \| Coureur \| Coureur \| Pays \| Équipe \| Temps \| \| --------------------- \| --------------------- \| --------------------- \| --------------------- \| --------------------- \| \| 1er \| Fabian Cancellara \| Suisse \| Saxo Bank \| 45 min 59 s \| \| 2e \| Tony Martin \| Allemagne \| Columbia-High Road \| + 1 min 27 s \| \| 3e \| Thomas Dekker \| Pays-Bas \| Silence-Lotto \| + 1 min 42 s \| \| 4e \| Marcus Burghardt \| Allemagne \| Columbia-High Road \| + 1 min 43 s \| \| 5e \| Sylvain Chavanel \| France \| Quick Step \| + 1 min 48 s \| \| 6e \| Cameron Meyer \| Australie \| Garmin-Slipstream \| + 1 min 50 s \| \| 7e \| Roman Kreuziger \| Tchéquie \| Liquigas \| + 2 min 00 s \| \| 8e \| Brian Vandborg \| Danemark \| Liquigas \| + 2 min 02 s \| \| 9e \| Andreas Klöden \| Allemagne \| Astana \| + 2 min 09 s \| \| 10e \| Thor Hushovd \| Norvège \| Cervélo TestTeam \| + 2 min 14 s \| |                   |           |                    |              |
| |                   |           |                    |              |
| |                   |           |                    |              |
| Classement de l'étape |                   |           |                    |              |
| Coureur | Coureur           | Pays      | Équipe             | Temps        |
| 1er | Fabian Cancellara | Suisse    | Saxo Bank          | 45 min 59 s  |
| 2e | Tony Martin       | Allemagne | Columbia-High Road | + 1 min 27 s |
| 3e | Thomas Dekker     | Pays-Bas  | Silence-Lotto      | + 1 min 42 s |
| 4e | Marcus Burghardt  | Allemagne | Columbia-High Road | + 1 min 43 s |
| 5e | Sylvain Chavanel  | France    | Quick Step         | + 1 min 48 s |
| 6e | Cameron Meyer     | Australie | Garmin-Slipstream  | + 1 min 50 s |
| 7e | Roman Kreuziger   | Tchéquie  | Liquigas           | + 2 min 00 s |
| 8e | Brian Vandborg    | Danemark  | Liquigas           | + 2 min 02 s |
| 9e | Andreas Klöden    | Allemagne | Astana             | + 2 min 09 s |
| 10e | Thor Hushovd      | Norvège   | Cervélo TestTeam   | + 2 min 14 s |

## Classements finals

### Classement général
| \| Classement général \| Classement général \| Classement général \| Classement général \| Classement général \| \| Coureur \| Coureur \| Pays \| Équipe \| Temps \| \| ------------------ \| ------------------ \| ------------------ \| --------------------------- \| ------------------ \| \| 1er \| Fabian Cancellara \| Suisse \| Saxo Bank \| 33 h 05 min 51 s \| \| 2e \| Tony Martin \| Allemagne \| Columbia-High Road \| + 2 min 02 s \| \| 3e \| Roman Kreuziger \| Tchéquie \| Liquigas \| + 2 min 24 s \| \| 4e \| Andreas Klöden \| Allemagne \| Astana \| + 2 min 50 s \| \| 5e \| Vladimir Karpets \| Russie \| Katusha \| + 3 min 18 s \| \| 6e \| Damiano Cunego \| Italie \| Lampre-NGC \| + 3 min 23 s \| \| 7e \| Tadej Valjavec[1] \| Slovénie \| AG2R La Mondiale \| DQ \| \| 8e \| Rein Taaramäe \| Estonie \| Cofidis, le Crédit en Ligne \| + 4 min 04 s \| \| 9e \| Kim Kirchen \| Luxembourg \| Columbia-High Road \| + 4 min 04 s \| \| 10e \| Maxime Monfort \| Belgique \| Columbia-High Road \| + 4 min 08 s \| |                   |            |                             |                  |
| |                   |            |                             |                  |
| |                   |            |                             |                  |
| Classement général |                   |            |                             |                  |
| Coureur | Coureur           | Pays       | Équipe                      | Temps            |
| 1er | Fabian Cancellara | Suisse     | Saxo Bank                   | 33 h 05 min 51 s |
| 2e | Tony Martin       | Allemagne  | Columbia-High Road          | + 2 min 02 s     |
| 3e | Roman Kreuziger   | Tchéquie   | Liquigas                    | + 2 min 24 s     |
| 4e | Andreas Klöden    | Allemagne  | Astana                      | + 2 min 50 s     |
| 5e | Vladimir Karpets  | Russie     | Katusha                     | + 3 min 18 s     |
| 6e | Damiano Cunego    | Italie     | Lampre-NGC                  | + 3 min 23 s     |
| 7e | Tadej Valjavec    | Slovénie   | AG2R La Mondiale            | DQ               |
| 8e | Rein Taaramäe     | Estonie    | Cofidis, le Crédit en Ligne | + 4 min 04 s     |
| 9e | Kim Kirchen       | Luxembourg | Columbia-High Road          | + 4 min 04 s     |
| 10e | Maxime Monfort    | Belgique   | Columbia-High Road          | + 4 min 08 s     |

Les résultats obtenus par Tadej Valjavec entre le 19 avril et le 30 septembre 2009 sont annulés par une décision du Tribunal arbitral du sport rendue le 22 avril 2011.
| Classement par points | Classement par points | Classement par points | Classement par points | Classement par points |
| Coureur               | Coureur               | Pays                  | Équipe                | Points                |
| --------------------- | --------------------- | --------------------- | --------------------- | --------------------- |
| 1er                   | Fabian Cancellara     | Suisse                | Saxo Bank             | 70 pts                |
| 2e                    | Mark Cavendish        | Royaume-Uni           | Columbia-High Road    | 50 pts                |
| 3e                    | Roman Kreuziger       | Tchéquie              | Liquigas              | 50 pts                |
| 4e                    | Óscar Freire          | Espagne               | Rabobank              | 50 pts                |
| 5e                    | Tony Martin           | Allemagne             | Columbia-High Road    | 42 pts                |
| 6e                    | Kim Kirchen           | Luxembourg            | Columbia-High Road    | 42 pts                |
| 7e                    | Matti Breschel        | Danemark              | Saxo Bank             | 35 pts                |
| 8e                    | Oliver Zaugg          | Suisse                | Liquigas              | 33 pts                |
| 9e                    | Thor Hushovd          | Norvège               | Cervélo TestTeam      | 32 pts                |
| 10e                   | Tadej Valjavec        | Slovénie              | AG2R La Mondiale      | DQ                    |

| Classement par points | Classement par points | Classement par points | Classement par points | Classement par points |
| Coureur               | Coureur               | Pays                  | Équipe                | Points                |
| --------------------- | --------------------- | --------------------- | --------------------- | --------------------- |
| 1er                   | Fabian Cancellara     | Suisse                | Saxo Bank             | 70 pts                |
| 2e                    | Mark Cavendish        | Royaume-Uni           | Columbia-High Road    | 50 pts                |
| 3e                    | Roman Kreuziger       | Tchéquie              | Liquigas              | 50 pts                |
| 4e                    | Óscar Freire          | Espagne               | Rabobank              | 50 pts                |
| 5e                    | Tony Martin           | Allemagne             | Columbia-High Road    | 42 pts                |
| 6e                    | Kim Kirchen           | Luxembourg            | Columbia-High Road    | 42 pts                |
| 7e                    | Matti Breschel        | Danemark              | Saxo Bank             | 35 pts                |
| 8e                    | Oliver Zaugg          | Suisse                | Liquigas              | 33 pts                |
| 9e                    | Thor Hushovd          | Norvège               | Cervélo TestTeam      | 32 pts                |
| 10e                   | Tadej Valjavec        | Slovénie              | AG2R La Mondiale      | DQ                    |

| Classement de la montagne | Classement de la montagne | Classement de la montagne | Classement de la montagne   | Classement de la montagne |
| Coureur                   | Coureur                   | Pays                      | Équipe                      | Points                    |
| ------------------------- | ------------------------- | ------------------------- | --------------------------- | ------------------------- |
| 1er                       | Tony Martin               | Allemagne                 | Columbia-High Road          | 62 pts                    |
| 2e                        | Maxim Iglinskiy           | Kazakhstan                | Astana                      | 26 pts                    |
| 3e                        | Silvère Ackermann         | Suisse                    | Vorarlberg-Corratec         | 21 pts                    |
| 4e                        | Chris Anker Sørensen      | Danemark                  | Saxo Bank                   | 20 pts                    |
| 5e                        | Pascal Hungerbühler       | Suisse                    | Vorarlberg-Corratec         | 17 pts                    |
| 6e                        | Fabian Cancellara         | Suisse                    | Saxo Bank                   | 15 pts                    |
| 7e                        | Roman Kreuziger           | Tchéquie                  | Liquigas                    | 14 pts                    |
| 8e                        | John Gadret               | France                    | AG2R La Mondiale            | 12 pts                    |
| 9e                        | Rein Taaramäe             | Estonie                   | Cofidis, le Crédit en Ligne | 11 pts                    |
| 10e                       | Reto Hollenstein          | Suisse                    | Vorarlberg-Corratec         | 10 pts                    |

| Classement de la montagne | Classement de la montagne | Classement de la montagne | Classement de la montagne   | Classement de la montagne |
| Coureur                   | Coureur                   | Pays                      | Équipe                      | Points                    |
| ------------------------- | ------------------------- | ------------------------- | --------------------------- | ------------------------- |
| 1er                       | Tony Martin               | Allemagne                 | Columbia-High Road          | 62 pts                    |
| 2e                        | Maxim Iglinskiy           | Kazakhstan                | Astana                      | 26 pts                    |
| 3e                        | Silvère Ackermann         | Suisse                    | Vorarlberg-Corratec         | 21 pts                    |
| 4e                        | Chris Anker Sørensen      | Danemark                  | Saxo Bank                   | 20 pts                    |
| 5e                        | Pascal Hungerbühler       | Suisse                    | Vorarlberg-Corratec         | 17 pts                    |
| 6e                        | Fabian Cancellara         | Suisse                    | Saxo Bank                   | 15 pts                    |
| 7e                        | Roman Kreuziger           | Tchéquie                  | Liquigas                    | 14 pts                    |
| 8e                        | John Gadret               | France                    | AG2R La Mondiale            | 12 pts                    |
| 9e                        | Rein Taaramäe             | Estonie                   | Cofidis, le Crédit en Ligne | 11 pts                    |
| 10e                       | Reto Hollenstein          | Suisse                    | Vorarlberg-Corratec         | 10 pts                    |

| Classement des sprints | Classement des sprints | Classement des sprints | Classement des sprints | Classement des sprints |
| Coureur                | Coureur                | Pays                   | Équipe                 | Points                 |
| ---------------------- | ---------------------- | ---------------------- | ---------------------- | ---------------------- |
| 1er                    | Enrico Gasparotto      | Italie                 | Lampre-NGC             | 21 pts                 |
| 2e                     | Fabian Cancellara      | Suisse                 | Saxo Bank              | 16 pts                 |
| 3e                     | Andy Schleck           | Luxembourg             | Saxo Bank              | 12 pts                 |
| 4e                     | Marcus Burghardt       | Allemagne              | Columbia-High Road     | 10 pts                 |
| 5e                     | Björn Schröder         | Allemagne              | Team Milram            | 9 pts                  |
| 6e                     | Pavel Brutt            | Russie                 | Katusha                | 7 pts                  |
| 7e                     | Tony Martin            | Allemagne              | Columbia-High Road     | 6 pts                  |
| 8e                     | Roman Kreuziger        | Tchéquie               | Liquigas               | 6 pts                  |
| 9e                     | José Joaquín Rojas     | Espagne                | Caisse d'Épargne       | 6 pts                  |
| 10e                    | Reto Hollenstein       | Suisse                 | Vorarlberg-Corratec    | 6 pts                  |

| Classement des sprints | Classement des sprints | Classement des sprints | Classement des sprints | Classement des sprints |
| Coureur                | Coureur                | Pays                   | Équipe                 | Points                 |
| ---------------------- | ---------------------- | ---------------------- | ---------------------- | ---------------------- |
| 1er                    | Enrico Gasparotto      | Italie                 | Lampre-NGC             | 21 pts                 |
| 2e                     | Fabian Cancellara      | Suisse                 | Saxo Bank              | 16 pts                 |
| 3e                     | Andy Schleck           | Luxembourg             | Saxo Bank              | 12 pts                 |
| 4e                     | Marcus Burghardt       | Allemagne              | Columbia-High Road     | 10 pts                 |
| 5e                     | Björn Schröder         | Allemagne              | Team Milram            | 9 pts                  |
| 6e                     | Pavel Brutt            | Russie                 | Katusha                | 7 pts                  |
| 7e                     | Tony Martin            | Allemagne              | Columbia-High Road     | 6 pts                  |
| 8e                     | Roman Kreuziger        | Tchéquie               | Liquigas               | 6 pts                  |
| 9e                     | José Joaquín Rojas     | Espagne                | Caisse d'Épargne       | 6 pts                  |
| 10e                    | Reto Hollenstein       | Suisse                 | Vorarlberg-Corratec    | 6 pts                  |

| Classement par équipes | Classement par équipes | Classement par équipes | Classement par équipes |
| Équipe                 | Équipe                 | Pays                   | Temps                  |
| ---------------------- | ---------------------- | ---------------------- | ---------------------- |
| 1re                    | Saxo Bank              | Danemark               | 99 h 23 min 58 s       |
| 2e                     | Columbia-High Road     | États-Unis             | + 2 min 03 s           |
| 3e                     | Liquigas               | Italie                 | + 11 min 03 s          |
| 4e                     | Caisse d'Épargne       | Espagne                | + 15 min 24 s          |
| 5e                     | Fuji-Servetto          | Espagne                | + 15 min 41 s          |
| 6e                     | Astana                 | Kazakhstan             | + 17 min 31 s          |
| 7e                     | La Française des jeux  | France                 | + 19 min 45 s          |
| 8e                     | Garmin-Slipstream      | États-Unis             | + 20 min 04 s          |
| 9e                     | Team Milram            | Allemagne              | + 22 min 10 s          |
| 10e                    | AG2R La Mondiale       | France                 | + 27 min 05 s          |

| Classement par équipes | Classement par équipes | Classement par équipes | Classement par équipes |
| Équipe                 | Équipe                 | Pays                   | Temps                  |
| ---------------------- | ---------------------- | ---------------------- | ---------------------- |
| 1re                    | Saxo Bank              | Danemark               | 99 h 23 min 58 s       |
| 2e                     | Columbia-High Road     | États-Unis             | + 2 min 03 s           |
| 3e                     | Liquigas               | Italie                 | + 11 min 03 s          |
| 4e                     | Caisse d'Épargne       | Espagne                | + 15 min 24 s          |
| 5e                     | Fuji-Servetto          | Espagne                | + 15 min 41 s          |
| 6e                     | Astana                 | Kazakhstan             | + 17 min 31 s          |
| 7e                     | La Française des jeux  | France                 | + 19 min 45 s          |
| 8e                     | Garmin-Slipstream      | États-Unis             | + 20 min 04 s          |
| 9e                     | Team Milram            | Allemagne              | + 22 min 10 s          |
| 10e                    | AG2R La Mondiale       | France                 | + 27 min 05 s          |

## Évolution des classements
| Etape     | Vainqueur         | Général           | Montagne     | Points            | Sprints           | Équipe    |
| --------- | ----------------- | ----------------- | ------------ | ----------------- | ----------------- | --------- |
| 1re étape | Fabian Cancellara | Fabian Cancellara | pas attribué | Fabian Cancellara | pas attribué      | Saxo Bank |
| 2e étape  | Bernhard Eisel    | Fabian Cancellara | Tony Martin  | Fabian Cancellara | Fabian Cancellara | Saxo Bank |
| 3e étape  | Mark Cavendish    | Fabian Cancellara | Tony Martin  | Óscar Freire      | Enrico Gasparotto | Saxo Bank |
| 4e étape  | Matti Breschel    | Tadej Valjavec    | Tony Martin  | Óscar Freire      | Andy Schleck      | Saxo Bank |
| 5e étape  | Michael Albasini  | Tadej Valjavec    | Tony Martin  | Fabian Cancellara | Enrico Gasparotto | Saxo Bank |
| 6e étape  | Mark Cavendish    | Tadej Valjavec    | Tony Martin  | Mark Cavendish    | Enrico Gasparotto | Saxo Bank |
| 7e étape  | Kim Kirchen       | Tadej Valjavec    | Tony Martin  | Mark Cavendish    | Enrico Gasparotto | Saxo Bank |
| 8e étape  | Tony Martin       | Tadej Valjavec    | Tony Martin  | Fabian Cancellara | Enrico Gasparotto | Saxo Bank |
| 9e étape  | Fabian Cancellara | Fabian Cancellara | Tony Martin  | Fabian Cancellara | Enrico Gasparotto | Saxo Bank |